# Cestoplana
Genre
Cestoplana est un genre de vers plats marins polyclades de la famille des Cestoplanidae.

## Systématique
Le nom valide complet (avec auteur) de ce taxon est Cestoplana Lang, 1884.

### Liste des espèces
Selon la base de données World Register of Marine Species (21 novembre 2023), le genre Cestoplana contient les espèces suivantes :
- Cestoplana ceylanica Laidlaw, 1902
- Cestoplana faraglionensis Lang, 1884
- Cestoplana marina Kato, 1938
- Cestoplana nexa Sopott-Ehlers & Schmidt, 1975
- Cestoplana nopperabo Oya & Kajihara, 2018
- Cestoplana rubocincta (Grube, 1840) Lang, 1884 -- espèce-type
- Cestoplana rubrocincta (Grube, 1840)
- Cestoplana salar Marcus, 1949
- Cestoplana techa Marcus EDB-R, 1957

Synonymes
Sauf mention contraire, les reclassements sont dans la famille des Cestoplanidae.
- l'espèce Cestoplana australis Haswell, 1907 est Cestoplana rubrocincta  (Grube, 1840)
- l'espèce Cestoplana cuneata Sopott-Ehlers & Schmidt, 1975 est reclassée en Eucestoplana cuneata  (Sopott-Ehlers & Schmidt, 1975)
- l'espèce Cestoplana filiformis Laidlaw, 1903 est Cestoplana rubrocincta  (Grube, 1840)
- l'espèce Cestoplana filiformus Laidlaw, 1903 est Cestoplana rubrocincta  (Grube, 1840)
- l'espèce Cestoplana lactea Kato, 1937 est reclassée en Cestoplanides lactea  (Kato, 1937)
- l'espèce Cestoplana maldivensis Laidlaw, 1902 est reclassée en Latocestus maldivensis  (Laidlaw, 1902) de la famille des Latocestidae
- l'espèce Cestoplana meridionalis Prudhoe, 1982 est reclassée en Eucestoplana meridionalis  (Prudhoe, 1982)
- l'espèce Cestoplana microps (Verrill, 1901) est reclassée en Cestoplanella microps  (Verrill, 1901)
- l'espèce Cestoplana polypora Meyer, 1922 est reclassée en Cestoplanoida polypora  (Meyer, 1922)
- l'espèce Cestoplana raffaelei Ranzi, 1928 est reclassée en Acestoplana raffaelei  (Ranzi, 1928)
- l'espèce Cestoplana rubripunctata Wilhelmi, 1913 est nomen nudum.